# Вайткунскене, Лайма
Лайма Вайткунскене (род. 13 сентября 1934, Рокишкис) — литовский археолог-медиевист, специализирующаяся на изучении погребальных практик. Она провела обширные и многочисленные раскопки и вела исследование янтаря своего региона.

## Биография
Вайткунскене родилась в Рокишкисе и в 1956 году окончила Вильнюсский университет по специальности история и филология. После окончания университета работала в Шяуляйском музее «Аушра», в 1957 году начала работать в Институте истории.
В 1958-59 руководила в партнёрстве с Рокишкским краеведческим музеем раскопками кургана и городища Юодоний. Она также вела раскопки на нескольких захоронениях, в том числе на Каштауналяйском могильнике, Бандужском могильнике, в Юргайчяе, в могильнике Пагрибис и других. В 1967 году ей была присвоена степень доктора философии. В Пагрибисе она исследовала кладбище, датируемое V—VI веками нашей эры, и интерпретировала это место как свидетельство возрастания милитаризации в период существования могильника. Раскопки в Жонинасе проводились в период с 1976 по 1979 год и привели к изучению жемайтийской погребальной практики X—XII веков. Результаты её раскопок в Жвиляе были опубликованы в 1999 году и описывали использование курганов и хранящиеся там погребальные принадлежности.
Вайткунскене также изучила местные гребнеобразные подвески из янтаря и связала их производство с литовской мифологией. Изучение янтаря также привело её к выводу, что его использование ограничивалось не только его редкостью, но и социальными и духовными запретами.

## Избранные работы
- Vaitkunskienė, Laima. Sidabras senovės Lietuvoje. Mokslas, 1981.
- Vaitkunskienė, Laima. «Senovės Šilališkių šventiniai drabužiai.» Šilalės kraštas/sudarytojas Edvardas Vidmantas. Lietuvos kraštotyros draugija, 1994. 26-38.
- Vaitkunskienė, Laima. «Archeologiniai šaltiniai apie mirusiųjų minėjimo apeigas (XIV—XVI a.).» (2016).